# Asterivora nivescens
Asterivora nivescens là một loài bướm đêm thuộc họ Choreutidae. Nó được tìm thấy ở New Zealand.
Sải cánh dài 16–17 mm. 